# Reaktivfarbstoffe
Reaktivfarbstoffe sind eine Textilfarbstoffgruppe zum Färben von Baumwolle-, Wolle- und Polyamidfasern. Beim Färbeprozess bildet sich eine kovalente chemische Bindung zwischen dem Farbstoff und den funktionellen Gruppen dieser Fasern. In der Farbstoff-Nomenklatur nach dem Colour Index werden die Reaktivfarbstoffe als Reactive Dyes bezeichnet.

## Chemische Eigenschaften
Reaktivfarbstoffe bestehen aus einem farbgebenden Chromophor mit einer oder mehreren löslichmachenden Gruppen, sowie einer oder mehreren reaktiven Gruppen, den sogenannten Reaktivankern. Gängige Chromophore sind Azofarbstoffe, Anthrachinonfarbstoffe, Phthalocyanine, Formazane und Triphendioxazinfarbstoffe. Als löslichmachende Gruppen sind in aller Regel Sulfonsäure-Gruppen enthalten.
Ein wichtiges Reaktivankersystem sind halogensubstituierte aromatische Heterocyclen, wie beispielsweise Mono- und Dichlortriazine, Monofluortriazine, Difluorpyrimidine, Difluorchlorpyrimidine und Dichlorchinoxalincarbonamide. Die bei den ersten kommerziellen Reaktivfarbstoffen verwendete Dichlortriazin-Gruppe spielt heute keine nennenswerte Rolle mehr.
| Reaktivfarbstoffe mit heterocyclischem Reaktivanker        | Reaktivfarbstoffe mit heterocyclischem Reaktivanker | Reaktivfarbstoffe mit heterocyclischem Reaktivanker |
| ---------------------------------------------------------- | --------------------------------------------------- | --------------------------------------------------- |
| Monochlortriazin-Farbstoffe                                | Dichlortriazin-Farbstoffe                           | Monofluortriazin-Farbstoffe                         |
| Difluorchlorpyrimidin-Farbstoffe                           | Difluorpyrimidin-Farbstoffe                         | Dichlorchinoxalincarbonamid-Farbstoffe              |
| CHR = Chromophor, R = aromatisches oder aliphatisches Amin |                                                     |                                                     |

Wichtige Zwischenprodukte für die Herstellung dieser Reaktivfarbstoffe sind Cyanurchlorid (TCT), Cyanurfluorid (TFT), Trichlorpyrimidin, Trifluorpyrimidin, Tetrafluorpyrimidin und Trifluorchlorpyrimidin, sowie 2,3-Dihydroxychinoxalin-6-carbonsäure und 2,3-Dichlorchinoxalin-6-carbonsäurechlorid.
| Zwischenprodukte zur Herstellung von Farbstoffen mit heterocyclischem Reaktivanker | Zwischenprodukte zur Herstellung von Farbstoffen mit heterocyclischem Reaktivanker | Zwischenprodukte zur Herstellung von Farbstoffen mit heterocyclischem Reaktivanker |
| ---------------------------------------------------------------------------------- | ---------------------------------------------------------------------------------- | ---------------------------------------------------------------------------------- |
| 2,4,6-Trichlortriazin (Cyanurchlorid)                                              | 2,4,6-Trifluortriazin (Cyanurfluorid)                                              | 2,4,6-Trichlorpyrimidin                                                            |
| 2,4,6-Trifluorpyrimidin                                                            | 2,4,5,6-Tetrachlorpyrimidin                                                        | 2,4,6-Trifluor-5-chlorpyrimidin                                                    |
| 2,3-Dihydroxychinoxalin-6-carbonsäure                                              | 2,3-Dichlorchinoxalin-6-carbonsäurechlorid                                         |                                                                                    |

Die Fluorheterocyclen werden durch Halogenaustausch aus den entsprechenden Chlorheterocyclen hergestellt. Das Dichlorchinoxalincarbonsäurechlorid erhält man durch Umsetzung von Dihydroxychinoxalincarbonsäure mit Thionylchlorid.
Unter alkalischen Färbebedingungen reagieren diese Reaktivfarbstoffe mit den Hydroxygruppen der Fasern unter Abspaltung von Chlorwasserstoff (HCl) bzw. Fluorwasserstoff (HF) und Bildung einer stabilen kovalenten Etherbindung.
Das zweite bedeutende Reaktivanker-System ist die sogenannte Vinylsulfon-Gruppe bei den Vinylsulfonfarbstoffen. Die Vinylsulfongruppe reagiert während des Färbeprozesses mit den nukleophilen Gruppen der Faser im Sinne einer Michael-Addition. Auch in diesem Fall entsteht eine stabile Etherbindung. Bei vielen Farbstoffen liegt die Vinylsulfongruppe in geschützter Form beispielsweise als Schwefelsäurehalbester vor. Erst unter den alkalischen Färbebedingungen wird die Vinylsulfongruppe durch Eliminierung von Schwefelsäure gebildet.
Neben den Mono-Anker-Farbstoffen, die nur eine Reaktiv-Anker-Gruppe enthalten, wurden im Laufe der Jahre eine Vielzahl hochleistungsfähiger bifunktioneller Reaktivfarbstoffe entwickelt, die sich durch eine hohe Fixierrate beim Färbeprozess auszeichnen. Wichtige kommerzielle bifunktionelle Reaktivfarbstoffe enthalten entweder zwei VS-Gruppen (homo-bifunktionelle Farbstoffe) oder eine Kombination aus VS-Reaktivanker und heterocyclischem Fluor- bzw. Chlor-Reaktivanker (hetero-bifunktionelle Farbstoffe).

## Kommerziell wichtige Reaktivfarbstoffe
- C.I. Reactive Black 5 ist einer der ältesten und der mengenmäßig weltweit größte Reaktivfarbstoff. Er wird unter verschiedensten Handelsbezeichnungen und als Hauptkomponente in vielen verschiedenen Schwarzmischungen eingesetzt. Es handelt sich um einen marineblauen Disazo-Farbstoff mit zwei VS-Reaktivankern. Durch Kombination mit Rot- oder Orange-Farbstoffen können tiefschwarze Färbungen erhalten werden.
- C.I. Reactive Blue 19 ist ein monofunktioneller Vinylsulfon-Reaktivfarbstoff aus der Klasse der Anthrachinonfarbstoffe. Es handelt sich ebenfalls um ein Produkt aus der Anfangszeit der Reaktivfarbstoffe mit einer nach wie vor wichtigen kommerziellen Bedeutung. Die Färbung auf Baumwolle ergibt ein brillantes Blau.
- C.I. Reactive Orange 107 ist ein einfacher monofunktioneller Azofarbstoff mit einer aromatischen Vinylsulfon-Reaktivgruppe, die über die Diazokomponente Parabaseester in das Molekül eingeführt wird.
- C.I. Reactive Red 198 und C.I. Reactive Red 239 sind hetero-bifunktionelle Reaktivfarbstoffe mit einem Monochlortriazin- und einem aromatischen Vinylsulfon-Reaktivanker.
- C.I. Reactive Blue 235 ist ein hetero-bifunktioneller Reaktivfarbstoff mit einem Monofluortriazin- und einem aliphatischen Vinylsulfon-Reaktivanker und damit ein Beispiel für eine relativ neue Entwicklung auf dem Gebiet der Reaktivfarbstoffe. Bei dem Chromophor des Produkts handelt es sich um ein Formazan-Cu-Komplex-Farbstoff.
- C.I. Reactive Blue 204 ist ein homo-bifunktioneller Reaktivfarbstoff mit zwei Monofluortriazin-Reaktivankern und gehört zu den Triphendioxazinfarbstoffen.
- C.I. Reactive Blue 7 ist ein Reaktivfarbstoff aus der Klasse der Phthalocyaninfarbstoffe.
- C.I. Reactive Red 1 ist ein monofunktioneller Reaktivfarbstoff mit einem Dichlortriazin-Reaktivanker

| Beispiele für kommerziell wichtige Reaktivfarbstoffe | Beispiele für kommerziell wichtige Reaktivfarbstoffe |
| ---------------------------------------------------- | ---------------------------------------------------- |
|                                                      |                                                      |
| C.I. Reactive Black 5                                | C.I. Reactive Blue 19                                |
|                                                      |                                                      |
| C.I. Reactive Orange 107                             | C.I. Reactive Red 239                                |
|                                                      |                                                      |
| C.I. Reactive Blue 235                               | C.I. Reactive Blue 204                               |
|                                                      |                                                      |
| C.I. Reactive Blue 7                                 | C.I. Reactive Red 1                                  |

## Reaktivfarbstoff-Sortimente
Beispiele für kommerzielle Reaktivfarbstoff-Sortimente sind
- Drimaren-Farbstoffe (Reaktivanker: Difluorchlorpyrimidin, Difluropyrimidin, sowie Kombination mit Vinylsulfongruppen). Drimaren ist ein geschützter Handelsname der Archroma, früher Clariant, bzw. Sandoz.
- Levafix-Farbstoffe (Reaktivanker: Monofluortriazin, Difluropyrimidin, Difluorchlorpyrimidin, Dichlorchinoxalin, sowie Kombination mit Vinylsulfongruppen). Levafix ist ein geschützter Handelsname der DyStar Group, früher Bayer AG.
- Novacron-Farbstoffe (Reaktivanker: Monoflurtriazin, teilweise in Kombination mit Monochlortriazin und VS-Gruppen). Novacron ist ein geschützter Handelsname der Archroma, früher Huntsman Corporation, ältere Bezeichnung Cibacron-Farbstoffe als Handelsname der Ciba Spezialitätenchemie.
- Procion-Farbstoffe (Reaktivanker: Monochlortriazin). Procion ist ein geschützter Handelsname der DyStar Group, früher Imperial Chemical Industries (ICI), bzw. BASF.
- Remazol-Farbstoffe (Reaktivanker: Vinylsulfongruppen, teilweise in Kombination mit Monochlortriazin). Remazol ist ein geschützter Handelsname der DyStar Group, früher Hoechst AG.
- Sumifix-Farbstoffe (Reaktivanker: Vinylsulfongruppen in Kombination mit Monochlortriazin). Sumifix ist ein geschützter Handelsname der Sumitomo.

## Reaktivfärbungen
Die Färbung von Baumwolle mit Reaktivfarbstoffen erfolgt unter alkalischen Bedingungen. Die erforderliche Färbetemperatur hängt im Wesentlichen von dem Reaktivanker ab. Die relativ reaktionsträgen Monochlortriazinfarbstoffe benötigen Temperaturen >80 °C. Man bezeichnet sie daher auch als Heißfärber. Die wesentlich reaktiveren Monofluortriazinfarbstoffe können dagegen schon bei recht niedrigen Temperaturen <40 °C eingesetzt werden. Es handelt sich um sogenannte Kaltfärber. Vinylsulfonfarbstoffe können in einem recht breiten Temperaturbereich verwendet werden.
Beim Färbeprozess kommt es insbesondere bei höheren Temperaturen zur unerwünschten Nebenreaktion der Farbstoffe mit Wasser. Die hydrolysierten und folglich nicht fixierten Farbstoffanteile müssen daher zur Erzielung der gewünschten Nassechtheit anschließend wieder ausgewaschen werden.

## Geschichte
Die Entwicklung der Reaktivfarbstoffe beruht auf der 1954 bei der Imperial Chemical Industries (ICI) gemachten Entdeckung, dass bestimmte Farbstoffe mit einem Dichlortriazin-Rest unter alkalischen Färbebedingungen sehr waschechte Färbungen liefern können.
1956 wurden die ersten Reaktivfarbstoffe mit einem Dichlortriazin-Anker von der ICI in den Markt eingeführt, gefolgt von den ersten Vinylsulfonfarbstoffen durch die Hoechst AG 1957. Wichtige Meilensteine bei der weiteren Entwicklung war die Einführung der Monofluortriazin- und Difluorchlorpyrimidin-Reaktivanker um 1980 (Bayer AG / Ciba-Geigy / Sandoz), sowie die Einführung von bifunktionellen VS-/Monochlortriazin-Farbstoffen durch Sumitomo (1981) und bifunktioneller VS-/Monofluortriazin-Farbstoffen durch Ciba-Geigy.

## Externe Links zu erwähnten Verbindungen
1. ↑  Externe Identifikatoren von bzw. Datenbank-Links zu Tetrafluorpyrimidin:  CAS-Nr.: 767-79-3, EG-Nr.: 679-197-6, ECHA-InfoCard: 100.204.187, PubChem: 136605, ChemSpider: 120372, Wikidata: Q83107254.
2. ↑  Externe Identifikatoren von bzw. Datenbank-Links zu 2,3-Dihydroxychinoxalin-6-carbonsäure:  CAS-Nr.: 14121-55-2, EG-Nr.: 237-975-9, ECHA-InfoCard: 100.034.509, PubChem: 84211, ChemSpider: 75970, Wikidata: Q83030031.
3. ↑  Externe Identifikatoren von bzw. Datenbank-Links zu 2,3-Dichlorchinoxalin-6-carbonsäurechlorid:  CAS-Nr.: 1919-43-3, EG-Nr.: 217-642-4, ECHA-InfoCard: 100.016.040, PubChem: 74714, Wikidata: Q81989815.
4. ↑  Externe Identifikatoren von bzw. Datenbank-Links zu 2,4,6-Trichlorpyrimidin:  CAS-Nr.: 3764-01-0, EG-Nr.: 223-183-0, ECHA-InfoCard: 100.021.076, PubChem: 77378, Wikidata: Q72510410.
5. ↑  Externe Identifikatoren von bzw. Datenbank-Links zu 2,4,6-Trifluorpyrimidin:  CAS-Nr.: 696-82-2, EG-Nr.: 211-801-1, ECHA-InfoCard: 100.010.730, PubChem: 69677, Wikidata: Q72513365.
6. ↑  Externe Identifikatoren von bzw. Datenbank-Links zu 2,4,5,6-Tetrachlorpyrimidin:  CAS-Nr.: 1780-40-1, EG-Nr.: 217-228-3, ECHA-InfoCard: 100.015.663, PubChem: 15690, Wikidata: Q72504797.
7. ↑  Externe Identifikatoren von bzw. Datenbank-Links zu 2,4,6-Trifluor-5-chlorpyrimidin:  CAS-Nr.: 697-83-6, EG-Nr.: 211-807-4, ECHA-InfoCard: 100.010.736, PubChem: 69679, Wikidata: Q72460532.